# Saint-Franc
Saint-Franc ist eine französische Gemeinde mit 155 Einwohnern (Stand: 1. Januar 2022) im Département Savoie in der Region Auvergne-Rhône-Alpes (vor 2016 Rhône-Alpes). Sie gehört zum Kanton Le Pont-de-Beauvoisin (bis 2015 Les Échelles) im Arrondissement Chambéry und ist Mitglied im Gemeindeverband Cœur de Chartreuse. Die Einwohner werden Sanfrognots genannt.

## Geographie
Saint-Franc liegt etwa 17 Kilometer südwestlich von Chambéry. Nachbargemeinden von Saint-Franc sind Saint-Béron im Norden und Westen, Attignat-Oncin im Norden und Nordosten, La Bauche im Osten, Saint-Pierre-de-Genebroz im Südosten, Les Échelles im Süden und Südosten, Miribel-les-Échelles im Süden sowie Voissant im Westen und Südwesten.

## Bevölkerungsentwicklung
| Jahr                       | 1962 | 1968 | 1975 | 1982 | 1990 | 1999 | 2006 | 2013 |
| Einwohner                  | 137  | 108  | 87   | 111  | 121  | 146  | 160  | 147  |
| Quellen: Cassini und INSEE |      |      |      |      |      |      |      |      |

## Sehenswürdigkeiten
- Kirche von Saint-Franc, 1902 erbaut
- Rathaus, 1881 erbaut
- Aussichtspunkt

## Weblinks

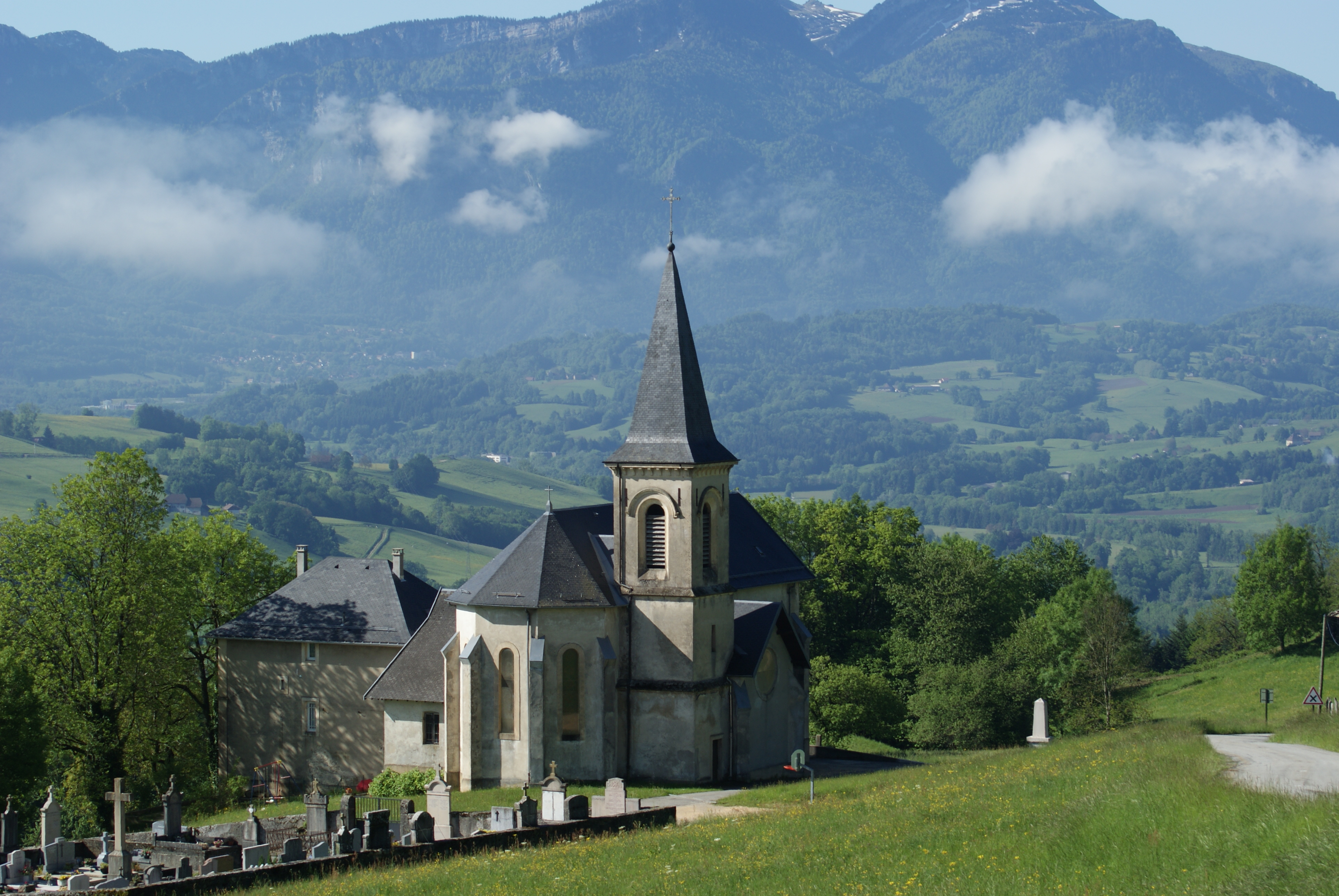
Kirche